# Calceolaria talcana
Calceolaria talcana är en toffelblomsväxtart som beskrevs av J. Grau och C. Ehrhart. Calceolaria talcana ingår i släktet toffelblommor, och familjen toffelblomsväxter. Inga underarter finns listade i Catalogue of Life.